# Bulbophyllum nabawanense
Bulbophyllum nabawanense é uma espécie de orquídea (família Orchidaceae) pertencente ao gênero Bulbophyllum. Foi descrita por Jeffrey James Wood e Anthony L. Lamb em 1994.